# Roman Kaňkovský
Roman Kaňkovský (* 15. února 1965 v Jihlavě) je bývalý český hokejový obránce a trenér.

## Hráčská kariéra
První hokejové začátky udělal v šesti letech v oddílu Modety Jihlava, později v klubu začínal i jeho mladší bratr Petr Kaňkovský. V Jihlavě prošel všemi mládežnickými kategoriemi, v roce 1983 narukoval na vojnu do Příbrami, hrával dva roky za VTJ Příbram. Po vojně hrával jednu sezonu za TJ Slovan Ústí nad Labem, poté se vrátil zpátky do Jihlavy, v Dukle Jihlava se stal kmenovým hráčem. Největší úspěch v kariéře zaznamenal v ročníku 1990/91, s týmem se radovali z mistrovského titulu. Poslední sezonu československé soutěže odehrál v AC ZPS Zlín. Ve Zlínském týmu hájil barvy do ročníku 1994/95, ve kterém s týmem získali stříbrné medaile, ve finále playoff neuspěli nad HC Dadák Vsetín. Poslední návrat k Dukle Jihlava byl v roce 1995, společně s bratrem Petrem se vrátili do mateřského klubu. Po dvou letech byl přemluven Jaroslavem Vlasákem k angažmá do prvoligového klubu HC Excalibur Znojemští Orli coby nováček soutěže. Do týmu se připojil i jeho bratr. Nováček soutěže vyhrál základní část první ligy a postoupil do baráže o extraligu, ve kterém neuspěli, následující rok zopakovali úspěch v první lize a opět postoupili do baráže o extraligu. V báráži uspěli nad týmem HC Dukla Jihlava, tým ve kterém se se naučil hrát hokej. Po úspěchu přišlo ukončení kariéry, trpěl závažnými problémy kvůli alergii na slunce.

## Trenérská kariéra
Kvůli onemocnění musel ukončit hráčskou kariéru. V mládí vystudoval střední školu zaměřenou na výpočetní techniku a automatizaci řízení, v roce 1999 byl angažován jako generální manažer Znojemských Orlů. Funkci vykonával deset let, po prodeji extraligové licence do Komety Brna ukončil angažmá ve Znojmě. Později se dohodl na angažmá v Brně, stal se hlavním trenérem druholigového celku VSK Technika Brno.

## Ocenění a úspěchy
- 1999 Postup s klubem HC Excalibur Znojemští Orli do ČHL

## Prvenství
- Debut v ČHL - 14. září 1993 (HC České Budějovice proti AC ZPS Zlín)
- První asistence v ČHL - 17. září 1993 (AC ZPS Zlín proti HC Pardubice)
- První gól v ČHL - 24. září 1993 (AC ZPS Zlín proti HC Kladno, brankáři Jaroslavu Kamešovi)

## Klubová statistika
| Sezóna       | Klub                        | Soutěž       |     | Základní část | Základní část | Základní část | Základní část | Základní část |   | Play off | Play off | Play off | Play off | Play off |
| Sezóna       | Klub                        | Soutěž       | Z   | G             | A             | B             | TM            | Z             | G | A        | B        | TM       |          |          |
| 1984–85      | VTJ Příbram                 | 2.ČSHL       |     |               |               |               |               | —             | — | —        | —        | —        |          |          |
| 1985–86      | VTJ Příbram                 | 2.ČSHL       | 28  | 11            | 6             | 17            |               | —             | — | —        | —        | —        |          |          |
| 1986–87      | TJ Slovan Ústí nad Labem    | 1.ČSHL       |     | 2             |               |               |               | —             | — | —        | —        | —        |          |          |
| 1987–88      | HC Dukla Jihlava            | ČSHL         | 39  | 5             | 4             | 9             |               | —             | — | —        | —        | —        |          |          |
| 1988–89      | ASD Dukla Jihlava           | ČSHL         | 33  | 3             | 2             | 5             | 8             | 2             | 0 | 0        | 0        | —        |          |          |
| 1989–90      | ASD Dukla Jihlava           | ČSHL         | 41  | 4             | 5             | 9             |               | —             | — | —        | —        | —        |          |          |
| 1990–91      | ASD Dukla Jihlava           | ČSHL         | 42  | 1             | 4             | 5             | 18            | 2             | 0 | 3        | 3        | 0        |          |          |
| 1991–92      | ASD Dukla Jihlava           | ČSHL         | 44  | 1             | 5             | 6             |               | —             | — | —        | —        | —        |          |          |
| 1992–93      | AC ZPS Zlín                 | ČSHL         | 38  | 6             | 12            | 18            |               | 3             | 0 | 0        | 0        |          |          |          |
| 1993–94      | AC ZPS Zlín                 | ČHL          | 43  | 4             | 11            | 15            | 58            | 3             | 0 | 2        | 2        | 16       |          |          |
| 1994–95      | AC ZPS Zlín                 | ČHL          | 35  | 5             | 7             | 12            | 22            | 12            | 3 | 0        | 3        | 8        |          |          |
| 1995–96      | HC Dukla Jihlava            | ČHL          | 38  | 8             | 8             | 16            | 68            | 8             | 0 | 0        | 0        | 26       |          |          |
| 1996–97      | HC Dukla Jihlava            | ČHL          | 41  | 4             | 15            | 19            | 86            | —             | — | —        | —        | —        |          |          |
| 1997–98      | HC Excalibur Znojemští Orli | 1.ČHL        | 44  | 8             | 15            | 23            |               | —             | — | —        | —        | —        |          |          |
| 1998–99      | HC Excalibur Znojemští Orli | 1.ČHL        | 47  | 3             | 12            | 15            | 78            | —             | — | —        | —        | —        |          |          |
| Celkem v ČHL | Celkem v ČHL                | Celkem v ČHL | 157 | 21            | 41            | 62            | 234           | 23            | 3 | 2        | 5        | 50       |          |          |